# Liste des évêques de Laval
Cet article concerne la ville française. Pour la ville canadienne, voir Laval (Québec), § Histoire.
Liste des évêques de Laval

## Évêques constitutionnels
Ces évêques ne sont pas officiellement reconnus par l'Église catholique et ne font donc pas officiellement partie de la succession sur le siège de Laval.
- Noël-Gabriel-Luce Villar (1791-1799)
- Charles-François Dorlodot (1799-1801)

## Concordat
Liste des évêques depuis la fondation du diocèse le 30 juin 1855 :
- Casimir Alexis Joseph Wicart 1855-1876, retire en 1876, (4 mars 1799 Méteren - 8 avril 1879 Laval)
- Jules-Denis-Marie-Dieudonné Le Hardy du Marais 1876-1886
- Victor Maréchal  16/04/1887-21/09/1887
- Louis Victor Emile Bougaud  1887-1888 (26 février 1824 Dijon - 7 novembre 1888 Laval)
- Jules Cléret 1889-1895
- Pierre Joseph Geay 1896-1904, « démissionné » par Rome en 1904, mort en 1919

## Évêques depuis laséparation des Églises et de l’Étaten 1905

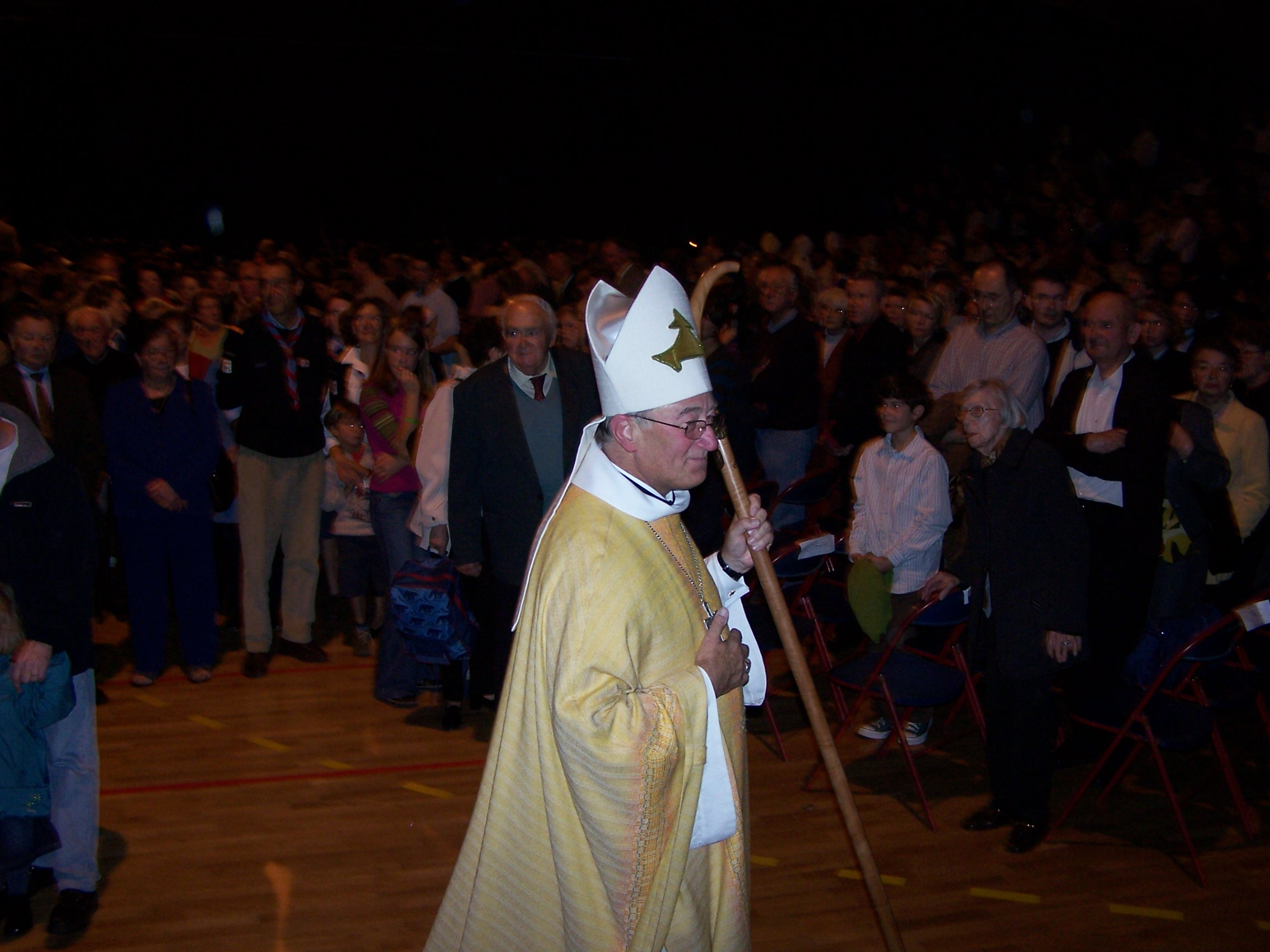
Armand Maillard, évêque de Laval, lors de la célébration du du diocèse, le 9 octobre 2005.

- Eugène Jacques Grellier 1906-1936, retiré en 1936, mort en 1939
- Joseph-Jean-Yves Marcadé 1936-1938, compromis dans une affaire de mœurs et « démissionné » en 1938, mort en 1959
- Paul-Marie-André Richaud 1938-1950, transféré à Bordeaux (1950) (16 avril 1887 - 5 février 1968)
- Maurice-Paul-Jules Rousseau 1950-1962, retiré en 1962, mort en 1967
- Charles-Marie-Jacques Guilhem 1962-1969, démissionne en 1969, mort en 1975
- Paul-Louis Carrière (30 mars 1908 - 22 février 2008 Châlons-en-Champagne) évêque de Laval du 11 janvier 1970 à 1984, retiré en 1984 comme archiviste de l'évêché de Châlons-en-Champagne
- Louis-Marie Billé 1984-1995, transféré à Aix-en-Provence (1995) (18 février 1938 Fleury-les-Aubrais – 12 mars 2002 Lyon)
- Armand Maillard 1996-2007 (nommé archevêque de Bourges le 11 septembre 2007).
- Thierry Scherrer 2008-2023 (nommé évêque de Perpignan)
- Matthieu Dupont depuis 2024